# Robert Hutinski
Robert Hutinski, slovenski fotograf, * 11. januar 1969, Celje
Živi in dela v Celju. 
S fotografijo se je pričel amatersko ukvarjati v začetkih 21. stoletja in sodi med vidnejše predstavnike slovenske sodobne fotografije. Poznan je predvsem po seriji portretov vsakdanjih in kultnih prebivalcev mesta Celje (Celjski portret), ki so nekdaj polnili mestno središče. 
Skozi fotografijo misli in interpretira krize sodobnega časa. Da bi artikuliral in izostril lasten pogled na družbeno dogajanje, se pogosto obrača k arhivskim dokumentom, kjer išče vizualne podobe, ki pričajo o kontinuirani prisotnosti nasilja v družbi. Bistveno zanj je, da ob raziskovanju arhivov odkriva pretresljive zgodbe usod ljudi, žrtev degradiranih ideologij. Njihovi obrisi in portreti se pogosto pojavljajo v fotografijah, saj je aktualizacija kolektivnega  spomina na pretekle travmatične dogodke avtorju ključna. S plastenjem arhivskih dokumentov z lastnim pogledom na svet skuša s preteklostjo opomniti na to, da je preteklost konstantno prisotna tudi v sedanjosti.
Robert je razstavljal in sodeloval v mnogih samostojnih (Mesto pod škornjem v Muzeju novejše zgodovine Celje, 2015, Celjski portreti, ...) in skupinskih razstavah (Umetnost je pomembna, toda umetnost ni dovolj, Brezčasna Ofelija, Neskončnost, Umetnost fotografije na Mednarodnem bienalu v Arezzu, …). Njegovo delo so objavile tudi različne specializirane revije (1000 Words Photography Magazine, GUP Magazine, Eyemazing …) in knjižne izdaje (Mono Vol.2, Gomma books in Atavism,  Akina books, …). Za svoje delo je prejel več nagrad. Od leta 2013 je vodil nekdanjo AQ galerijo v Celju, ki je leta 2015 gostila razstavo o celjskem Kl(j)ubu, o katerem je slovenski režiser Tadej Čater posnel dokumentarni film Bili smo Kl(j)ub.